# البيت الأبيض دوت كوم
البيت الأبيض.كوم هو موقع إلكتروني ترفيهي سياسي قد ظهر على الإنترنت لأول مرة في مايو 1997، وفقًا لبيان على الشبكة العنكبوتية.

## البدايات
أُنشأ في الأصل بواسطة رانسوم سكوت كمكان يمكن أن تحدث فيه مناقشات غير خاضعة للرقابة عن السياسة الحكومية قبل إضافة المحتوى الإباحي لزيادة كسب الأرباح، وفي الآونة الأخيرة، تمت إزالة المحتوى الإباحي.

## الإختلافات
من نقاط الإختلاف حول البيت الابيض.كوم هو أن المستخدمين (خاصة القاصِرين في معظم الأوقات) الراغبين في زيارة الموقع الإلكتروني البيت الأبيض (دبليو دبليو دبليو.وايت هاوس.كوم) يمكنهم بيسر الانتقال إلى موقع المقاطع الإباحية عوضا عن ذلك. وعلى الرغم من أن نطاق .جوف، وهونطاق من المستوى العالي (TLD)، ويتوفر فقط للمواقع الحكومية الرسمية في الولايات المتحدة، فإن .كوم هو نطاق TLD أكثر شيوعًا ويستعمل في أغلب الأوقات عن طريق الخطأ، ونظرًا للمحتوى الصريح والتجاري للموقع، فقد صنف على انه من اشنعِ الأمثلة على سوء استخدام اسم المجال، وحتى بيعا النطاق، حذر العديد من المعلمين وأولياء الأمور للتأكيد على طُلابهم وأطفالهم على أنهم إذا كانوا يريدون الدخول على موقع البيت الأبيض عليهم استعمال.gov وبعد ذلك.com.
وموقع البيت الأبيض.اورج، هو موقع فكاهي كان يسخر من رئيس الولايات المتحدة الأمريكة السابق جورج دبليو بوش، وهو مثير للخلاف لنفس الأسباب، ولكن ليس بشكلاٍ كبير وذلك بسبب أن محتوى الموقع أقل وضوحا.
وفي عام 2006، صنفت عالم بي سي البيت الابيض.كوم في المرتبة رقم 13 على قائمتها لـ «أسوأ 25 موقعًا إلكترونيا».

## الإعتراضات
في ديسمبر 1997، وصل خطاب وقف وكف من البيت الأبيض، وجاء فيه: «... نحن لا نقف ضدك في ممارسة حقك الأول في الدستور الأمريكي، لكننا نقف ضد حقك في استعمال البيت الأبيض، والرئيس الأمريكي والسيدة الأولى كأداة للتسويق. وبالنسبة لمستخدمي المواقع الإباحية، تعتبر هذه الوسيلة، في اقل الأحوال، جزءًا من خطة مخادعة. وبالنسبة لمستخدمي الإنترنت من القاصِرين، فإن لها عليهم عواقب وخيمة». ولم تكون للرسالة أي تأثير وظل الموقع نشطاً.

## الحالات والاستخدامات
في عام 2004، قرر دان باريزي بيع النطاق، وذلك بسبب إن ابنه سيدخل روضة الأطفال في السنة المقبله، لم يحصل البيع. واعتبارا من عام 2003، كان باريزي يكسب مليون دولار أمريكي $ كل عام من الموقع وحده، وقال باريزي إنه لا يود بيع اسم النطاق لأي أحد في مجال إنتاج المواد الإباحية، بل وادعى أنه رفض ما كان يعتبر شيكًا موقع يتم تحديد قيمته من البائع، من مشترٍ قد أخفى هويته خلف وسيطه التجاري.
وفي نوفمبر 2005، يبدو انه قد أُستخدم المجال كموقع عقاري، وفي ديسمبر 2005، احتوت فقط على إعلانات من google ، مع إشعار بأن موقعٍا للتحقيق سيأتي ليحقق مع الأشخاص عن طريق فحص سجلاتهم العامة، وفي مارس 2006، أطلق موقع whitehouse.com على نفسه اسم «منتدى حرية التعبير في أمريكا»، وأعلن عن مسابقة في الرسوم المتحركة وقدمت روابط لقصص إخبارية سياسية لوكالت الأنباء، وفي يوليو 2006، أصبح الموقع موقعًا عقاريًا مرة أخرى، وأيضا موقع www.house.com. واعتبارًا من نوفمبر 2006، أصبح الموقع عبارة عن محرك بحث للأشخاص، حيث تخطت عمليات البحث إلى أكثر من 90 مليون قائمة صفحات بيضاء و 14 مليون قائمة صفحات صفراء، واعتبارًا من يونيو حتى أكتوبر 2007، تغيير الموقع مرة أخرى وادُعي هذه المرة أنه «مصدرك للحصول على معلومات حديثة حتى تساعدك في تتبع حزب المرشحي لمنصب الرئيس».
وحتى أوائل عام 2009، أُعيدَ توجيه النطاق إلى الموقع العقاري السابق تارة أخرى، واستخدم الموقع لإعادة تعديل قروض الإسكان ودمج الديون، مع إنذار إخلاء المسؤولية التي تثبت انها ليست «تابعة أو معتمدة من قبل حكومة الولايات المتحدة». اعتبارًا من سبتمبر 2009، كان الموقع موقعًا محليًا يتمحور حول الاستضافات بالفيديو في نيوجيرسي، وكان الهدف الرئيسي للموقع هو استضافة مقاطع فيديو للمقابلات المحلية في نيو جيرسي.
واعتبارًا من يوليو 2010، كان الموقع عبارة عن صفحة فارغة تحتوي على أحرف سوداء كبيرة تقول «موقع مستقبلي للبيت الأبيض.كوم» دون ذكر أي معلومة أو رابط آخر، واعتبارًا من سبتمبر 2010، عاد الموقع مع عنوان (راية قضات البيت الأبيض.كوم)، وكان الهدف الرئيسي المزعوم للموقع هو توفير بوابة بحث لمحامي الإصابات الشخصية ومحامي الإعاقات بناءً على موقع المستخدمين الجغرافي، ولكن عند تجريب مدخلات المستخدم بما في ذلك الاسم والهاتف والدولة والبريد الإلكتروني، لم تُقدم أي قائمة بمُحامين، وفي نفس ذلك الشهر بعد مضي بعض الوقت، أعلن الموقع عن فرص لمساعدات مالية، واعتبارا من يونيو 2011، أُعيد توجيه الموقع مرة أخرى إلى دبليو دبليو دبليو.هاوس.كوم
واعتبارًا من أكتوبر 2015، أوقف المجال، وعرضَ صورة للبيت الأبيض ونص إعلاني «نتائج البحث» تتعلق بالبيت الأبيض، العاصمة واشنطون أو خدمات المواد الإباحية، وامنذ يونيو 2016، عرض الموقع صفحة فارغة بأحرف سوداء تنص على «الموقع الرئيسي للبيت الأبيض.كوم»، وكان النص الفرعي كالأتي، «الاحتفال بالذكرى السنوية التاسعة عشرة (1997-2016)» و «أشهر موقع للمواد الإباحية في العالم سيعود في صيف 2016».
و منذ أبريل 2017، أوقف الموقع تارة أخرى، بمحتوى مطابق كما في إصدار الذي صدر في أكتوبر 2015، ومنذ أغسطس 2017، أُستخدم الموقع للاحتجاج على إدارة ترامب في أعقاب مسيرة توحيد التيار اليمين. ومنذ نوفمبر 2017، أصبح الموقع مرة أخرى نطاقًا متوقفًا، ومنذ يناير 2018، إحتوى الموقع على مجموعة من القصص الإخبارية السياسية المختصرة حاملة شعار «حيث لا تعيش الكراهية!»، يزعم الموقع الإلكتروني أنه مملوك ومدار من قبل شبكة البيت الأبيض LLC . وتشير بيانات هو إيز إلى أن المجال يديره دان باريزي.
ومنذ مايو 2020، قدما الموقع معلومات عن وباء فيروس كرونا، وبالإضافة إلى استطلاع للرأي حول تعامل إدارة الرئيس ترامب مع جائحة فيروس كرونا في الولايات المتحدة، وحتى الآن ترمب مسجل على انه المالك لي «شبكة البيت الأبيض LLC». وهنلك إنذار إخلاء المسؤولية يحتوي على أخطاء إملائية في أخر الموقع أن «البيت الابيض بيتا ليست تابعة أو معتمدة من قبل الحكومة الأمريكية». ومنذ يناير 2020، يوفر الموقع مراهنات على نتائج انتخابات مجلس الشيوخ ومجلس النواب.

## الإرث
مثل هذا السلوك مع العلامات التجارية إضطر حكومة الولايات المتحدة لوضع قانون حماية المستهلك ضد الاحتكاك السياسي، ومع ذلك، فإن قانون ACPA يحمي فقط تسجيل العلامات التجارية كأسماء نطاقات ولن يساعد حكومة الولايات المتحدة في تسجيل أسماء مكاتب أو وكالات العلامة التجارية.